# Језеро (Вучитрн)
Језеро или Лићеј (алб. Liqej) је насеље у општини Вучитрн на Косову и Метохији. Према попису становништва на Косову 2011. године, село је имало 318 становника, 317 становника су Албанци. Село је након 1999. познато и као Лићен (алб. Liqen)

## Географија
Село је на подножју Чичавице, око 7 км југозападно од Вучитрна с леве стране Самодрешке (Слаковачке) реке, код њеног излаза у Ситничку алувијалну раван. Збијеног је типа, једино што Доња махала има неколико нешто издвојених кућа. Дели се на Горњу, Средњу и Доњу махалу.

## Историја
Село Језеро су основали насељениции 1921. године, када се из разних крајева доселило 40 српских породица на добијену земљу. Село је добило име по језерима којих је било 12, али су их насељеници исушили и претворили у обрадиву земљу. Нема трагова да је некада раније било овде насеље. Гробље овог села је у Тараџи.
Село је на Чичавици око 5 км западно-југозападно од Вучитрна. Разбијеног је типа. На махале се не дели.

## Порекло становништва по родовима
Колоности
- Лазовићи (1 кућа) 1921, Суботићи (3 кућа) 1922. из Леденице (Бока).
- Илићи (3 кућа) 1922, Вучуровићи (7 кућа) 1922, Самарџићи (2 кућа) 1924. из Звечаве (Бока).
- Вукићевић (1 к.) 1923. из Убала (Бока).
- Мандићи (2 кућа) 1922, Милошевићи (2 кућа) и Хаџић (1 кућа) 1924. из Марковине (Чево).
- Комненовић (2 кућа) 1922. из Велестова (Чево) и Вукотић (1 кућа) 1928. из Чева.
- Перовићи (3 кућа) 1922. и Кривокапићи (6 кућа) 1926. из Цуца.
- Павићевић (1 кућа) 1922. из Пјешиваца.
- Калезићи (4 кућа) 1924. из Косића (Бјелопавлићи).
- Филиповић (1 кућа) 1926. од Бруса (Србија).
- Ковачевићи из Грахова.

## Учесници ослободилачких ратова 1912-1918
- Кривокапић Милош, битка на Скадру
- Павићевић Шћепан, битка на Скадру
- Калезић Видо, битка на Скадру

## Учесници другог светског рата 1941-47
- Аџић Васо
- Вукотић Блажо
- Вукотић Вуко
- Вукотић Милутин
- Вучуровић Мијо
- Вучуровић Милован
- Вучуровић Милорад
- Вучуровић Раде
- Илић Крсто
- Комненић Перо
- Кривокапић Бошко
- Кривокапић Милош
- Кривокапић Јаков
- Кривокапић Периша
- Кривокапић Раде
- Ковачевић Живко
- Ковачевић Илија
- Мандић Мирко
- Милошевић Благота
- Митровић Саво
- Перовић Драго
- Перовић Угљеша
- Перовић Шпиро
- Павићевић Новак
- Павићевић Радивоје
- Суботић Гавро
- Суботић Милан
- Самарџија Илија
- Самарџија Јово
- Самарџић Спасоје

## Погинули у другом светскомг рату (1941-47)
- Илић Крсто, Бока 1943
- Кривокапић Јаков, 1945, Сремски фронт
- Ковачевић Илија, 1942, централна Србија
- Перовић Угљеша, 1945, Сремски фронт
- Перовић Широ, 1943, Неретва
- Суботић Гавро, 1942, Бока[4]

## Жртве другог светског рата
- Вучуровић Саво, 1941, Београд, од Немаца
- Калезић Видо, у централној Србији, 1943, од четника
- Калезић Миодраг, стрељан у ОЗН-и Краљево 1944. године као четник.
- Калезић Раде, нестао централној Србији
- Лазовић Вељо, нестао у четницима
- Поповић Радован, стрељан у ОЗН-и у Косовској Митровици 1944. као немачки агент
- Митровић Јагош, нестао у четницима

## Демографија
| Година       | 1948 | 1953 | 1961 | 1971 | 1981 | 1991 | 2011 |
| ------------ | ---- | ---- | ---- | ---- | ---- | ---- | ---- |
| Становништво | 167  | 188  | 220  | 224  | 243  | 230  | 318  |

|  |